# Andrij Zahorodnjuk
Andrij Pavlovytj Zahorodnjuk (ukrainska:  Андрій Павлович Загороднюк), född 5 december 1976 i Kiev, Ukrainska SSR, Sovjetunionen, är en ukrainsk politiker. Han var försvarsminister i Ukraina från 29 augusti 2019 till 4 mars 2020. Han efterträddes av Andrii Taran.